# Doru Dinu Glăvan
Doru Dinu Glăvan (n. 7 iunie 1946, Reșița, Caraș-Severin, România - d. 31 octombrie 2021,  Reșița, Caraș-Severin, România) a fost un jurnalist român, președinte al Uniunii Ziariștilor Profesioniști din România în perioada 2012-2021.

## In memoriam
Sculptorul Romeo Protopopescu a realizat un bust al său, dezvelit la sediul UZPR.